# بيان تام

بيان تام بـ 7 رؤوس

في نظرية البيان، البيان التام (بالإنجليزية: Complete Graph) هو بيان بسيط غير موجه بحيث أنه كل زوج من الرؤوس متصل بوصلة.
هندسيا، يشكل K3 مجموعة وصلات مثلث، ويشكل K4 مجموعة وصلات رباعي وجوه.
K1 وحتى K4 تشكل بيانات مستوية، بينما كل رسم مستو لبيان تام بخمسة رؤوس أو أكثر يحتوي على نقطة تقاطع.
في نظرية التعقيد الحسابي، بُرهن أن مسألة إيجاد أكبر بيان جزئي تام في بيان معطى هي مسألة np صعبة، بينما مسألة تحديد وجود بيان تما هي مسألة NP كاملة.

## خصائص
للبيان التام بـ n رؤوس يوجد {\displaystyle {\binom {n}{2}}={\frac {n(n-1)}{2}}} وصلات (عدد مثلثي)، ويشار إليه بـ Kn (من komplett بالألمانية والتي تعني تام). هو بيان منتظم من الدرجة n − 1.

## أمثلة
بيانات تامة ذات n وصلات، لكل n بين 1 و 12، تظهر بالأسفل مع عدد الوصلات:
| K1: 0  | K2: 1   | K3: 3   | K4: 6   |
| ------ | ------- | ------- | ------- |
|        |         |         |         |
| K5: 10 | K6: 15  | K7: 21  | K8: 28  |
|        |         |         |         |
| K9: 36 | K10: 45 | K11: 55 | K12: 66 |
|        |         |         |         |